# Ziehfix

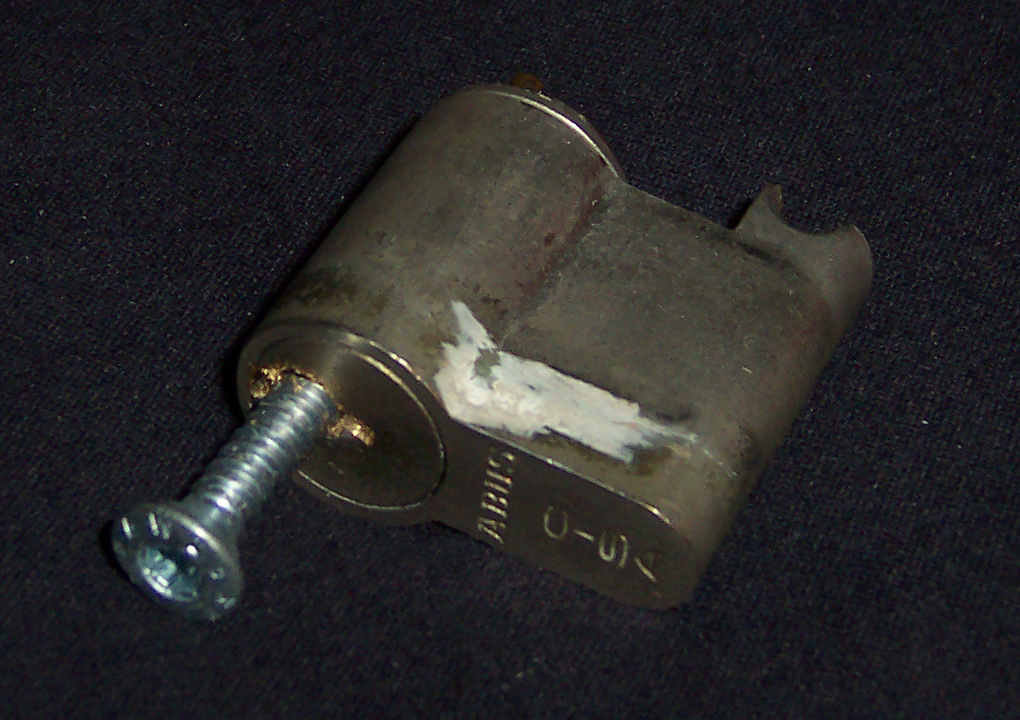
Herausgebrochener Schließzylinder mit eingedrehter Spezialzugschraube

Ziehfix (Eigenschreibweise ZIEH-FIX®) ist ein geschütztes Warenzeichen der A. Wendt GmbH aus Bergheim für ein auf dem Markt erhältliches Ziehwerkzeug, mit dessen Hilfe man Türen so öffnen kann, dass lediglich der Schließzylinder zerstört wird. Bei der Feuerwehr findet das Werkzeug Verwendung bei Notfalltüröffnungen.

## Funktionsprinzip
Mit Hilfe eines leistungsstarken Akkuschraubers wird eine Spezialzugschraube aus gehärtetem Material in den Zylinder eingeschraubt. An dieser wird das Zugwerkzeug angesetzt und der Schließzylinder, der aufgrund der wirkenden Kraft an seiner schwächsten Stelle auseinanderbricht, herausgezogen. Die Tür bleibt bei sachgemäßer Anwendung des Werkzeuges in der Regel unbeschädigt, oft wird aber dabei das Einsteckschloss derartig verbogen, dass es zu überprüfen und ggf. auszutauschen ist. Daher empfiehlt der Hersteller das Nutzen von sogenannten Kernziehplatten. Diese Platten aus gehärtetem Stahl verhindern, dass der ganze Schließzylinder bricht, und erlauben, nur den Zylinderkern aus dem Schließzylinder zu ziehen. Vorteil des Kernziehens ist, dass nur der Schließzylinder beschädigt wird, das Einsteckschloss jedoch nicht.
Für höheren Einbruchschutz gibt es Schlösser, die auf diese Art nicht geöffnet werden können. Ein an einer Tür montierter Schutzbeschlag mit Kernziehschutz (Zylinderabdeckung) kann den Profilzylinder und das Einsteckschloss gegen unbefugte mechanische Manipulation schützen und verhindert das Ziehen des Zylinders. Auch gibt es einige hochwertige Schließzylinder auf dem Markt, in welche man eine Zugschraube gar nicht erst hineinschrauben kann, da die gehärteten Stahlelemente im Zylinder das Gewinde der Zugschraube zerstören.

## Zugschrauben
Wichtiger als das Ziehgerät sind speziell für die Türöffnung entwickelte Zugschrauben. Diese vertreibt die A. Wendt GmbH ebenfalls unter den Markennamen Zieh-Fix. Diese Zugschrauben bestehen aus einem speziellen Materialmix und besitzen eine Farbmarkierung sowie einen Trompetenkopf, der eine gute Kraftverteilung ermöglicht. Es gibt vier Versionen, die je nach Anwendung eingesetzt werden:
- 4,2 mm, gelb: Diese Zugschraube wird zum Vorbohren verwendet. Dies vermindert das Abreißrisiko der folgenden Schrauben.
- 4,8 mm, türkis: Sie wird verwendet, um den Zylinder auseinanderzubrechen.
- 5,5 mm, rot: Sie wird verwendet, um den Kern eines Zylinders zu ziehen.
- M6 – blau: Diese Zugschraube wurde eigens für den Schweizer Markt entwickelt.